# More than Friends
More than Friends è un singolo della cantante rumena Inna, estratto ufficialmente il 23 gennaio 2013 come quinto singolo dall'album Party Never Ends. Del singolo esiste anche una versione che vede la partecipazione del cantante reggaeton Daddy Yankee, questa versione fu utilizzata come versione ufficiale del singolo, includendo quest'ultima all'interno dell'album. Dal 5 aprile 2013 il singolo verrà promosso in Europa da Universal Music Europe.

## Video musicale
Un'anteprima del video musicale prodotto per il singolo è stata pubblicata il 16 gennaio 2013 sul canale YouTube ufficiale di Inna; il video completo è stato pubblicato il 18 gennaio 2013 e il 4 febbraio 2013 è stata pubblicata un'altra versione del video in cui è presente anche la traccia vocale di Daddy Yankee; è stato diretto da Edward Aninaru.
Il video incomincia con scatti della spiaggia, seguiti dall'apparizione di cinque ragazzi con tavole da surf intenti a cavalcare le onde del mare. Inna inizia a ballare la canzone in costume da bagno rosa-nero, facendosi notare insieme ad altre ragazze ai surfisti. Successivamente, la cantante siede in una piscina con un disc jockey, dove la gente combatte con pistole ad acqua. Dopo che l'apparizione di Yankee e gli scatti di una festa di notte sono stati mostrati, il video termina con Inna e un uomo che camminano verso il tramonto sulla spiaggia.

## Tracce
Download digitale
1. More than Friends (feat. Daddy Yankee) - 3:55
2. More than Friends - 3:47

EP remix
1. More than Friends (Odd Remix Edit) (feat. Daddy Yankee) - 3:05
2. More than Friends (Odd Remix) (feat. Daddy Yankee) - 5:46
3. More than Friends (Odd Dubstep Remix Edit) (feat. Daddy Yankee) - 3:16
4. More than Friends (Odd Dubstep Remix) (feat. Daddy Yankee) - 4:33
5. More than Friends (Extended Version) (feat. Daddy Yankee) - 4:52
6. More than Friends (Adi Perez Remix Edit) (feat. Daddy Yankee) - 4:24
7. More than Friends (Adi Perez Remix) (feat. Daddy Yankee) - 6:13
8. More than Friends (Futurism Remix) (feat. Daddy Yankee) - 6:46
9. More than Friends (Protoxic Club Mix) (feat. Daddy Yankee) - 6:22

## Classifiche
| Classifica (2013) | Posizione massima |
| ----------------- | ----------------- |
| Belgio (Vallonia) | 58                |
| Francia           | 92                |
| Italia            | 52                |
| Spagna            | 30                |

## Date di pubblicazione
| Nazione         | Data             | Formato                    | Etichetta         |
| --------------- | ---------------- | -------------------------- | ----------------- |
| Romania         | 23 gennaio 2013  | Download digitale, airplay | Roton Romania     |
| Slovenia        | 23 gennaio 2013  | Download digitale          | Roton Romania     |
| Turchia         | 25 gennaio 2013  | Download digitale          | Yeni Dünya Müzik  |
| Italia          | 31 gennaio 2013  | Download digitale          | Do It Yourself    |
| Messico         | 11 febbraio 2013 | Download digitale          | Empo / +Mas Label |
| Germania        | 15 febbraio 2013 | Download digitale          | B1M1 Recordings   |
| Francia         | 15 aprile 2013   | Download digitale          | Universal Music   |
| Spagna          | 23 aprile 2013   | Download digitale          | Blanco y Negro    |
| Svezia          | 26 aprile 2013   | Download digitale          | Universal Music   |
| EP remix        |                  |                            |                   |
| Romania         | 21 marzo 2013    | Download digitale          | Roton Romania     |
| Repubblica Ceca | 21 marzo 2013    | Download digitale          | Universal Music   |
| Messico         | 2 aprile 2013    | Download digitale          | Empo / +Mas Label |
| Polonia         | 4 aprile 2013    | Download digitale          | Magic Records     |
| Italia          | 5 aprile 2013    | Download digitale          | Do It Yourself    |
| Stati Uniti     | 2 giugno 2013    | Download digitale          | Ultra Records     |